# Noordwest-Saksisch voetbalkampioenschap 1925/26
In 1925/26 werd het 25ste voetbalkampioenschap van Noordwest-Saksen gespeeld, dat georganiseerd werd door de Midden-Duitse voetbalbond. Fortuna Leipzig werd kampioen en plaatste zich voor de Midden-Duitse eindronde. De club versloeg VfL Bitterfeld, Chemnitzer BC, Riesaer SV en SC 06 Oberlind. In de finale verloor de club van Dresdner SC.
De club nam het op tegen de winnaar van de eindronde van Midden-Duitse vicekampioen voor een ticket naar de eindronde om de Duitse landstitel. Fortuna versloeg FC Preußen Chemnitz met 8-0 en plaatste zich. Fortuna versloeg eerst Bayern München en werd dan door Hamburger SV verslagen. 
Olympia-Germania Leipzig bereikte in de eindronde voor vicekampioenen de halve finale, waar ze verloren van FC Preußen Chemnitz. 

## Gauliga
| Plaats | Club                          | Wed. | W  | G | V  | Saldo | Ptn.  |
| ------ | ----------------------------- | ---- | -- | - | -- | ----- | ----- |
| 1.     | SV Fortuna Leipzig 02         | 18   | 11 | 3 | 4  | 71:27 | 25:11 |
| 2.     | BV Olympia-Germania Leipzig   | 18   | 10 | 2 | 6  | 42:32 | 22:14 |
| 3.     | VfB Leipzig 1893              | 18   | 10 | 2 | 6  | 44:37 | 22:14 |
| 4.     | FC Sportfreunde 1900 Leipzig  | 18   | 10 | 1 | 7  | 47:34 | 21:15 |
| 5.     | SpVgg 1899 Leipzig-Lindenau   | 18   | 6  | 5 | 7  | 32:38 | 17:19 |
| 6.     | SV Eintracht 04 Leipzig       | 18   | 6  | 5 | 7  | 32:43 | 17:19 |
| 7.     | VfTuB 1905 Leipzig            | 18   | 5  | 6 | 7  | 42:56 | 16:20 |
| 8.     | FC Viktoria 03 Leipzig        | 18   | 7  | 2 | 9  | 29:37 | 16:20 |
| 9.     | SC Wacker 1895 Leipzig        | 18   | 5  | 4 | 9  | 30:40 | 11:25 |
| 10.    | ATV Sportfreunde Markranstädt | 18   | 3  | 4 | 11 | 23:48 | 10:26 |

|  | Kampioen, geplaatst voor Midden-Duitse eindronde |
|  | Play-off tweede ticket Midden-Duitse eindronde   |
|  | Degradatie                                       |

Play-off voor tweede plaats
|  |                             |       |             |  |
|  | BV Olympia-Germania Leipzig | 2 – 1 | VfB Leipzig |  |
|  |                             |       |             |  |

### 1. Klasse
| Plaats | Club                        | Wed. | Saldo | Ptn.  |
| ------ | --------------------------- | ---- | ----- | ----- |
| 1.     | BC Arminia 03 Leipzig       | 18   | 54:21 | 29:7  |
| 2.     | Leipziger BC 1893           | 18   | 75:34 | 26:10 |
| 3.     | Leipziger SV 1899           | 18   | 47:22 | 26:10 |
| 4.     | SV Corso 02 Leipzig         | 18   | 37:32 | 24:12 |
| 5.     | SV Helios 02 Leipzig        | 18   | 53:45 | 21:15 |
| 6.     | FC Concordia Delitzsch      | 18   | 43:41 | 16:20 |
| 7.     | SC Marathon-Westens Leipzig | 18   | 44:47 | 15:21 |
| 8.     | SV Pfeil 05 Wahren          | 18   | 38:57 | 11:25 |
| 9.     | SV Oetzsch                  | 18   | 23:68 | 6:30  |
| 10.    | Sturm Leutzsch              | 18   | 32:78 | 6:30  |

|  | Promotie   |
|  | Degradatie |